# 東京海上日動リスクコンサルティング
東京海上日動リスクコンサルティング株式会社（とうきょうかいじょうにちどうリスクコンサルティング）は、東京海上グループのコンサルティング会社。地震等の自然災害や火災・爆発事故による事業中断に備えるBCM・BCPへの対応、会社法や日本版SOX法(金融商品取引法の一部)の施行による内部統制システム(リスクマネジメントシステム)構築等の企業を取り巻く環境変化に対応するコンサルティングを行っている。

## 沿革
1996年8月　東京海上ホールディングス等の出資により設立

## 出身者
- 織朱實 - 元主任研究員、上智大学教授[2]